# Guidoval
Guidoval is een gemeente in de Braziliaanse deelstaat Minas Gerais. De gemeente telt 7.523 inwoners (schatting 2009).

## Aangrenzende gemeenten
De gemeente grenst aan Cataguases, Dona Eusébia, Guiricema, Miraí, Rodeiro, Ubá en Visconde do Rio Branco.